# Suzanne Hill
Suzanne Hill (nascida em 1943) é uma artista canadiana.

## Carreira
Em 1999 Hill recebeu o prémio Strathbutler para artistas de New Brunswick. O trabalho de Hill encontra-se em colecções do New Brunswick Museum e da Beaverbrook Art Gallery.